# Frederik Johnstrup
Johannes Frederik Johnstrup (født 12. marts 1818 på Christianshavn, død 31. december 1894 i København) var en dansk geolog.

## Opvækst og uddannelse
Johnstrups forældre var brænderiejer Ulrik Frederik Johnstrup (1779 – 1834) og Elisabeth Johansine født Petri (1793 – 1839). Efter at have nydt privat undervisning blev Johnstrup student 1837 og tog 1844 eksamen i anvendt naturvidenskab ved Polyteknisk Læreanstalt. I sine studieår havde Johnstrup været assistent hos professor William Christopher Zeise, møntguardein Peter Reimer Hinnerup og til slutning (1842-46) hos Johan Georg Forchhammer i læreanstaltens kemiske laboratorium. Efter at have taget eksamen blev han tillige Forchhammers assistent i det mineralogiske museum. Samtidig hermed holdt han (1844-45) foredrag over kemi og fysik i et kursus for videre studerende søofficerer, og i 1846 afsluttede han Forchhammers forelæsninger over analytisk kemi ved læreanstalten, medens Forchhammer var fraværende på en rejse. I 1846 flyttede Johnstrup til Sorø, hvor han var bleven docent i fysik (efter Carsten Hauch) og i mineralogi og geognosi (efter Japetus Steenstrup). Opholdet her var kun af kort varighed, da Johnstrup i 1848 blev adjunkt (1850 overlærer) ved Kolding lærde skole. 1851 søgte han dog tilbage til Sorø som overlærer. Her virkede han nu i 15 år og vandt sig et godt navn som lærer. Fra denne periode skriver sig hans De kemiske Grundstoffer og deres vigtigste Forbindelser i den uorganiske Natur, en klar og kortfattet vejledning i kemiens begyndelsesgrunde, der vandt en meget stor udbredelse (udkom i tre oplag 1855, 58, 63) og tjente som lærebog i de lærde skoler, næsten lige til kemien blev strøget som skolefag i begyndelsen af firserne, Johnstrups ordenssans og ejendommelige, stærkt udprægede administrative egenskaber, der i den senere del af hans liv have spillet en så indgribende rolle på alle forhold, der vedrøre dansk geologi, kom også til anvendelse under hans virksomhed som skolemand. Han var således medlem af flere ministerielle kommissioner om skoleforhold og bragte Sorø Akademis i sin tid berømte samling af fysiske instrumenter igen i orden, forfattede en katalog og gav en oversigt over samlingens historie (skoleprogram for 1853). Ligeledes haves flere anonyme og med navn forsynede artikler af ham om skoleforhold fra dette tidsrum. Under Johnstrups første ophold i Sorø fik han udgivet nogle tidligere foretagne undersøgelser af drikkevand (i Salomon Meyer Triers Arkiv for Farmaci og teknisk Kemi 1847) og Om Jordlagenes Forhold til det deri ansamlede Vand med specielt Hensyn til Københavns Jordbundsforhold (i Joakim Frederik Schouws Dansk Tidsskrift 1848). Man kan i den af Johnstrup i forening med Charles Ambt og Erich Christian Werlauff Steenbuch 40 År efter udgivne Grundluften, Grundvandet og Jordbunden i København (1888) se en fortsættelse af Johnstrups ungdomsarbejder. Under Johnstrups senere liv i Sorø gik hans studier mere bort fra den kemiske og mere ind på den rent geologiske side af geognosien. Særlig beskæftigede han sig med aldersordenen af de forskellige lag henhørende til den danske kridtformation. Få det skandinaviske naturforskermøde i 1860 holdt han foredrag om faxekalk, og i 1864 fik han i Det kongelige Danske Videnskabernes Selskabs skrifter optaget sin afhandling om Faxekalkens Dannelse, hvorfor selskabets sølvmedalje var ham tildelt (1863). 1864 blev han udnævnt til medlem af selskabet, og i 1866 fik han en ligeledes (i 1863) prisbelønnet afhandling: Om Fugtighedens Bevægelse i Jordbunden optaget i samme Selskabs Skrifter. Foruden sin stilling som lærer havde Johnstrup altså erhvervet sig en betydelig anseelse som geolog i Danmark, og da Forchhammer i december 1865 døde, blev Johnstrup i 1866 udnævnt til hans efterfølger som professor i mineralogi og bestyrer af det mineralogiske museum ved Københavns Universitet og foretog altså i en alder (48 år), hvori det kun falder i de færrestes lod på en gennemgribende måde at forandre livsstilling, det sjældne spring fra skolemand til en universitetslærers frie stilling.

## Professoren
Som professor kom Johnstrup i berøring med et gennem årene stedse stigende stort antal naturvidenskabelige og polytekniske studerende, der gennem hans forelæsninger indviedes i geologiens og jordbundslærens begyndelsesgrunde. Fra alle disse mange vil lyde en enstemmig anerkendelse af hans rolige form og det efter det tilsigtede mål af kundskaber fortræffelige afpassede indhold og af den store personlige elskværdighed, hvormed Johnstrup forstod at tage sig af hver enkelt. Disse forelæsninger vare ledsagede af årlige geologiske ekskursioner, i reglen til Bornholm, Faxe og Stevns Klint, og enhver, der så Johnstrup på ekskursionerne forklare et eller andet fænomen, omringet af en flok ivrig interesserede studerende, eller selv har hørt til disses skare, kunne ikke andet end få sympati for og kærlighed til denne mand, der, skønt selv højt op i årene, ikke skyede nogen personlig anstrengelse for at vise sine elever ethvert seværdigt punkt eller fremhæve alt, hvad der kunne vække deres interesse. Et synligt bevis på hans elevers taknemmelige erindring fremkom også ved hans 25 års jubilæum som universitetsprofessor i 1891. I 1878 blev Johnstrup medlem af konsistorium, og i 1881-82 var han universitetets rektor. I 1894 blev han udnævnt til æresdoktor i sit fakultet.

## Videnskabsmanden
Som videnskabsmand har Johnstrup beskæftiget sig med en stor del forskellige spørgsmål vedrørende Danmarks og dets nordlige bilandes geologi. Hans hovedværk må siges at være nedlagt i en række af arbejder vedrørende den danske kridtformation. Hans arbejde over kalken ved Faxe fra 1864 fik i 1866 en meget væsentlig, om end i omfang kun lille, tilføjelse ved opdagelsen af faxekalk ved Annetorp i Skåne (Videnskabernes Selskabers Oversigter 1866). Til denne klasse arbejder må også henregnes Grønsandslagene i Danmark (1872) og Grønsandet i Sjælland)) (1876), måske Johnstrups smukkeste arbejde. Heri viste han, støttet på en række boringer ved Lellinge Å, at det sjællandske Grønsand ligger oven på saltholmskalken og skrivekridtet, ikke, som tidligere antaget, under disse dannelser, og tillige, støttet på palæontologen Otto Andreas Lowson Mørchs bestemmelser af indsamlede forsteninger, at grønsandet i Sjælland er i tiden langt adskilt fra det meget ældre bornholmske grønsand. Foruden disse arbejder har Johnstrup beskæftiget sig meget med studier af de kvartære dannelser i Danmark. Særlig kan i denne henseende nævnes Om Hævningsfænomenerne i Møens Klint (1874), der senere med en tilføjelse om Rygens klinter er udgivet i Zeitschrift d. deutsch. geolog. Gesellschafb) 1874. Ligeledes hans tvende afhandlinger i universitetsprogrammerne for 1882: Om de geologiske Forhold i den nordlige Del af Vendsyssel og Nogle Iagttagelser over Glacialfænomenerne. Han tager i alle disse arbejder bestemt standpunkt som "Glacialist", for så vidt som han afgjort slutter sig til teorien om Nordeuropas Nedisning og selv fremdrager smukke og tydelige beviser (skurestriber, flytblokke med mere) fra Danmarks jordbund på disse anskuelsers rigtighed; men på den anden side er han ikke nogen tilhænger af den i nyere tid fremsatte teori om to adskilte istider og synes nærmest at ville tilskrive drivis i slutningen af istiden de virkninger, som af andre menes at kunne henføres til en senere (den anden) istid. End videre foreligger der fra Johnstrups hånd en række afhandlinger om specielle emner, hvoriblandt kan nævnes: Om Kullagene på Færøerne (1873), Om de i 1875 forefaldne vulkanske Udbrud på Island (1877), Kryolithen i Grønland (1880), Om de vulkanske Udbrud og Solfatarerne i den nordøstlige Del af Island (1886), Abriss der Geologie von Bornholm (1889-90), og han har udgivet Forchhammers biografi og et udvalg af hans skrifter (1869) samt Gieseckes dagbog på hans mineralogiske rejse i Grønland og hans biografi (1878).

## Museumsmand
Som bestyrer af det mineralogiske museum bragte Johnstrup det i en fortræffelig orden trods de i højeste grad indskrænkede og uheldige lokaler, dette museum indtil for et par år siden var henvist til. Nu har Johnstrup foretaget flytningen og opstillingen i en smuk, ny museumsbygning. Hele opstillingen og planen for anlægget er udelukkende hans værk. I 1876 frem voksede en anden for geologien overmåde vigtig institution under Johnstrups ledelse, idet indenrigsministeriet overdrog ham at iværksætte og lede de geografisk-geologiske undersøgelser i Grønland, de to første år alene, senere i forening med marineminister N.F. Ravn og justitsråd Hinrich Johannes Rink. (I 1891 afløstes Ravn af kommandør Wandal, i 1893 døde Rink.) Johnstrup har haft hovedparten i ledelsen og hele tiden været redaktør af det betydningsfulde værk: Meddelelser om Grønland, der er fortrinlig udstyret med kort og afbildninger og indeholder så vel systematiske beskrivelser af Grønlands forskellige egne som monografier i alle naturhistoriens forskellige grene over forhold vedrørende Grønland. Johnstrup forstod at knytte fortrinlige kræfter hertil. Selv har Johnstrup foretaget flere geologiske undersøgelsesrejser, nemlig 1871 og 1876 på Island, 1872 på Færøerne og 1874 i Grønland. – I 1888 overdrog kultusministeren Johnstrup ledelsen af Danmarks geologiske Undersøgelse, hvorved der blev påbegyndt et længe savnet kortarbejde over Danmarks geologiske forhold. Der er af dette værk hidtil udkommet fire hæfter, ledsagede af geologiske kort, profiltavler osv.
Johnstrup var medlem af en del lærde selskaber i indland og udland og blev 1892 kommandør af Dannebrog af 1. Grad. – 2. januar 1850 ægtede han Marie Louise Dahl, datter af koffardikaptajn Hans Jacobsen Dahl.